# OSS 117 n'est pas mort
 (août 2021).
Si vous disposez d'ouvrages ou d'articles de référence ou si vous connaissez des sites web de qualité traitant du thème abordé ici, merci de compléter l'article en donnant les références utiles à sa vérifiabilité et en les liant à la section « Notes et références ».
Pour plus de détails, voir Fiche technique et Distribution.
OSS 117 n'est pas mort est un film français réalisé par Jean Sacha, sorti en janvier 1957.
Il s'agit de la première adaptation cinématographique mettant en scène OSS 117, le héros de Jean Bruce. 

## Synopsis
Sir Anthony Lead est bien ennuyé en constatant la disparition mystérieuse de certains de ses documents les plus importants. OSS 117 est appelé à la rescousse...

## Fiche technique
- Titre : OSS 117 n'est pas mort
- Réalisation : Jean Sacha
- Scénario : Jacques Berland et Jean Lévitte, d'après OSS 117 n'était pas mort de Jean Bruce aux Presses de la Cité
- Décors : Fred Marpaux et Jean d'Eaubonne
- Photographie : Marcel Weiss
- Montage : Paulette Robert
- Son : René Longuet
- Musique : Jean Marion
- Société de production : Globe Omnium Films
- Production : 	Albert Bauer
- Directeur de production : Léon Canel
- Pays d'origine :  France
- Format :  Noir et blanc - 2,35:1 - 35 mm - Son mono
- Genre : Espionnage
- Durée : 80 minutes
- Date de sortie : 
  - France : 14 août 1957

## Distribution
- Magali Noël : Muriel
- Ivan Desny : Hubert Bonnisseur de La Bath (alias OSS 117)
- Yves Vincent : Boris
- Danik Patisson : Anita Lead
- Marie Déa : Marion Lead
- Béatrice Arnac : Nahedad Sin
- Joëlle Bernard : la barmaid
- Anne Carrère : Lucile
- Colette Castel : Hélène
- Georges Lannes : Anthony Lead
- André Le Gall : Rolando
- Gamil Ratib : Yakoub
- Jacqueline Pierreux : Consuelo
- André Valmy : Joseph Sliven
- Charles Millot : Ralph
- Maurice Sarfati : Arthur
- Jean-Michel Rouzière
- Louis Massis
- Lorraine Bruce
- Anne-Marie Mersen
- Roger Dumas
- Joe Davray